# طرب (أكلة)
طرب هي أكلة مصرية  من لحم مفروم محشو داخل مناديل الضأن وهى طبقة خفيفة من الدهن من بطن الخروف والذى يستخدم في تغليف اللحم المفروم بمقادير معينة ويتكون الطبق بالإضافة للحم المفروم، ملح، فلفل، جوز الطيب، بهارات، عصير ليمون ومعلقة سمن.